# Lampyris olivieriana
Lampyris olivieriana is een keversoort uit de familie glimwormen (Lampyridae). De wetenschappelijke naam van de soort is voor het eerst geldig gepubliceerd in 1890 door Heyden.